# Forêt (Trooz)
Pour les articles homonymes, voir Forêt (homonymie).
Forêt (en wallon Foret-dlé-Tchôfontinne) est une section de la commune belge de Trooz située en Région wallonne dans la province de Liège.
C'était une commune à part entière avant la fusion des communes de 1977, elle comprenait les villages de Prayon et Trooz ainsi que les hameaux de La Brouck et Fonds-de-Forêt.

## Évolution démographique
- Sources : INS, Rem. : 1831 jusqu'en 1970 = recensements, 1976 = nombre d'habitants au 31 décembre.

## Histoire
Forêt est une dépendance du domaine royal de Jupille. Un record de la haute cour de Jupille de 1321 signale que Forêt appartient au Prince de Liège.
Il y a une cour de Justice.
Le château de Forêt est incendié pendant la Seconde Guerre mondiale. En septembre 1944, des soldats du Reich, qui venaient de subir une embuscade pendant leur retraite, mènent une opération de représailles contre une escouade de maquisards faiblement armés. La colonne blindée encercle les lieux et après avoir facilement réduit la résistance au silence, les "Feldgrenadiere" boutent le feu aux bâtiments principaux. Les survivants sont abattus. Le massacre fait 57 victimes,. Le château est reconstruit après 1945.

## Patrimoine et culture

### Patrimoine architectural et sites

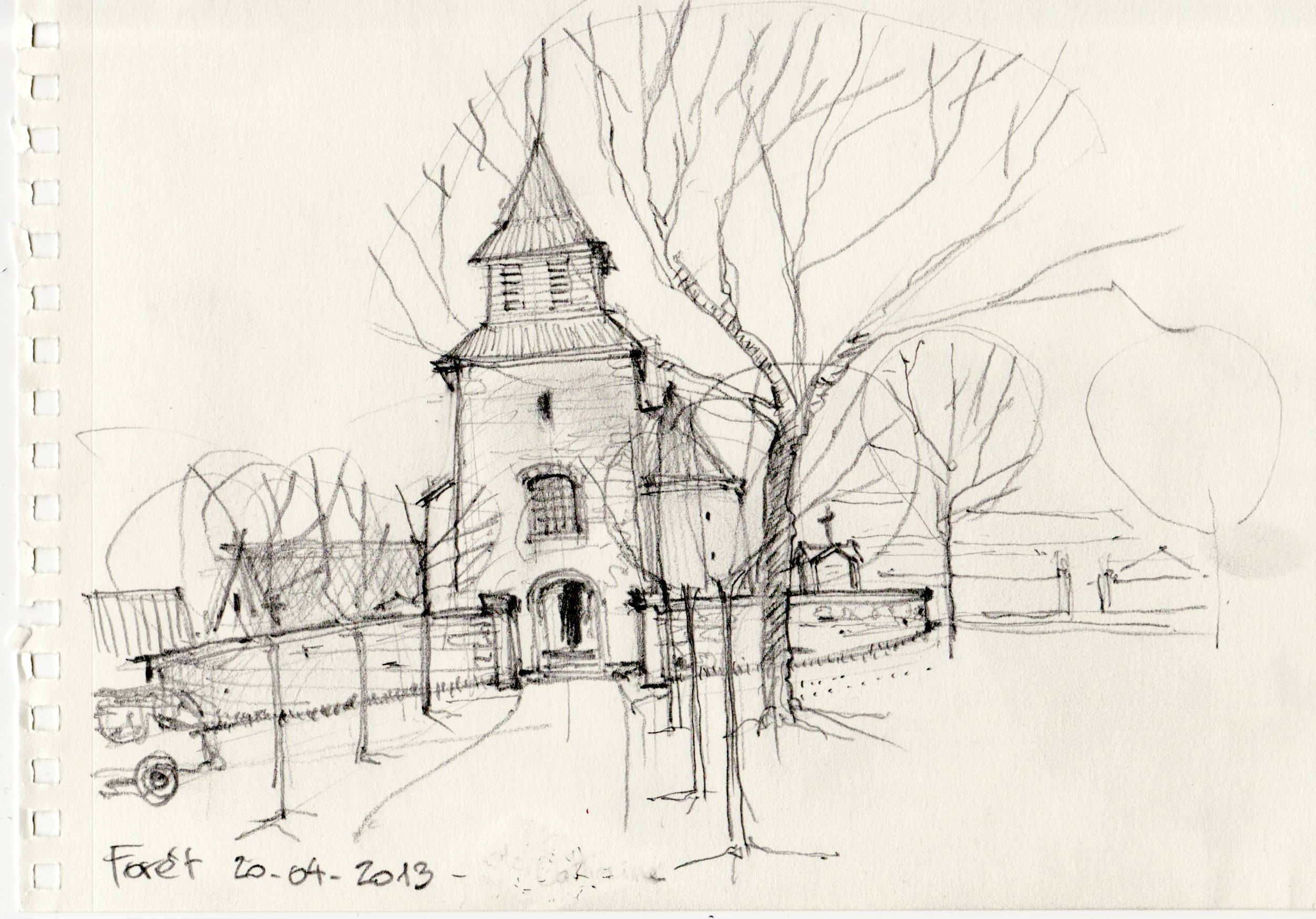
L'église au milieu du village.

Petit village typique du Pays de Herve dans la région de l'Entre-Vesdre-et-Meuse, son implantation chevauche deux zones géologiques distinctes : le plateau de Herve (calcaire) et les versants du bord de Vesdre (grès schisteux).
Les constructions du noyau ancien au cœur du village sont en moellons de grès et/ou de calcaire. Ces maisons traditionnelles cerclaient une mare (abreuvoir, lavoir) désormais comblée.
L'église, édifiée sous le patronage de Sainte-Catherine, est entourée de son cimetière. À l'intérieur de la nef, on peut admirer un Christ polychrome du XIVe et un ensemble de peintures à la détrempe datant du XVIe siècle représentant le martyre de Sainte-Barbe.
Cette église d’origine romane, dont la partie ancienne date probablement du XIe siècle, était initialement un édifice à une seule nef, renforcé d'une tour massive fortifiée. Le volume a été complété en 1684 par un chœur, auquel on a ajouté une sacristie. Il a été une nouvelle fois modifié en 1824 par l'ajout d'une autre sacristie, l'ancienne devenant alors une chapelle latérale. C'est à cette époque également que les murs ont été rehaussés. La tour de l'église, repère potentiel pour l'armée allemande, fut détruite en 1940. L'ensemble est restauré en 1954. C'est à ce moment que les peintures à la détrempe, qui avaient été recouvertes de badigeon depuis plusieurs siècles, furent remises au jour. Ceci explique leur état exceptionnel de conservation.
Forêt figure parmi les douze villages repris dans la brochure Villages de caractère éditée par la Province de Liège.
Au nord du village, les grottes des Fonds de Forêt et le site naturel éponyme sont repris sur la liste du patrimoine exceptionnel de la Région wallonne.